# Gewone halmklimmer
De gewone halmklimmer (Ophonus rufibarbis) is een keversoort uit de familie van de loopkevers (Carabidae). De wetenschappelijke naam van de soort werd in 1792 gepubliceerd door Johann Christian Fabricius.